# ヴェンドリンゲン・アム・ネッカー
ヴェンドリンゲン・アム・ネッカー（ドイツ語: Wendlingen am Neckar、ドイツ語発音: [ˈvɛndlɪŋən]）は、ドイツ連邦共和国バーデン＝ヴュルテンベルク州シュトゥットガルト行政管区のエスリンゲン郡に属す都市である。本市は同郡の中部に位置する。この街はシュトゥットガルト地方（1992年まではミッテレラー・ネッカー地方）およびシュトゥットガルト大都市圏に属す。

## 地理

### 位置
ヴェンドリンゲン・アム・ネッカーは、シュトゥットガルトの南東約 20 km の、ラウター川がネッカー川に合流する河口に位置する。周辺には、エスリンゲン・アム・ネッカー (直線距離で 7 km)、キルヒハイム・ウンター・テック (6 km)、ニュルティンゲン (7 km) がある。市内の最低地点は市域北端のネッカータールで、海抜 255 m、最高地点はヴェンドリンゲンの森の海抜 345 m である。ただし、リュプホルツの森の最南端にある小さな飛地に海抜約 360 m の地点がある。ラウタータール川の北東部はシューラーベルクの山頂 (海抜 337 m) 近くにまで達する。市域の南北幅は 5.2 km、東西幅は 4.9 km である。

### 市の構成
ヴェンドリンゲン・アム・ネッカーは、かつてそれぞれ独立した町村であったヴェンドリンゲン、ウンターボイヒンゲン、ボーデルスホーフェンの3地区からなる。

### 隣接する市町村
本市は、北西はケンゲン、北東はヴェルナウ (ネッカー)、南東はキルヒハイム・ウンター・テック、南はオーバーボイヒンゲン、西はウンターエンジンゲンと境を接している（いずれもエスリンゲン郡）。

### 土地利用
2020年現在の本市の用途別土地面積および占有率は以下の通りである。
| 用途         | 面積 (ha) | 占有率 (%) |
| ------------ | --------- | ---------- |
| 住宅用地     | 154       | 12.7       |
| 商工業用地   | 101       | 8.3        |
| レジャー用地 | 43        | 3.5        |
| 交通用地     | 162       | 13.3       |
| 農業用地     | 575       | 47.3       |
| 森林         | 94        | 7.7        |
| 水域         | 36        | 3.0        |
| その他       | 50        | 4.1        |
| 合計         | 1215      | 100.0      |

## 歴史

### 1940年に2つの町村との合併により市が成立した
現在のヴェンドリンゲン・アム・ネッカーは、1939年6月6日にヴュルテンベルクの国家代理官ヴィルヘルム・ムルの命令により、当時は独立した町村であったヴェンドリンゲンとボーデルスホーフェンおよびウンターボイヒンゲンが合併して成立した。
第二次世界大戦後、故郷を逐われた人々、特にエーガーラントからの人々により、大幅な人口増加が起こった。1966年8月27日にヴェンドリンゲン・アム・ネッカーは、バーデン＝ヴュルテンベルク州エーガーラント出身者に対する援助協力協定を結んだ。これにより、シュタウフェン都市エーガーのヴィンツェンツ祭の伝統も、この新たな故郷に持ち込まれた。
バーデン＝ヴュルテンベルク州当局は1964年12月15日に、旧ニュルティンゲン郡の町ヴェンドリンゲン・アム・ネッカーに "Stadt"（都市）の称号を与えた。ヴェンドリンゲンは1230年から1805年まで都市権を有していた。ヴェンドリンゲンはこれを高位貴族家アイヒェルベルク伯から授与された。1805年の帝国等族の廃止に伴い、ヴェンドリンゲンは都市権を失っていた。

### 1989年からの公共施設建設を伴う都市の発展
1957年の市庁舎建設に始まった新都心の整備は1989年に完了した。市庁舎は1959年に完成した。1987年12月には、新都市中心に新しい市立図書館が完成した。ラングハウスとトゥルムハウスは、プラタナスが植えられたサン＝ルー＝ラ＝フォレ広場とともに1988年に完成した。
新都心は、2009年の市立文化会館トレフプンクト・シュタットミッテの開館をもって完工した。マルクト広場に面したこの市立会館は、音楽学校、市民大学、クラブ、「MiT」活動 (Menschen im Treffpunkt、直訳: 集合場所の人々) の場を提供している。また様々な機会に利用される祝典スペースでもある。小ホールはマルクト広場に向かってガラス張りになっており、開放することもできる。客席数は約150席である。大ホールからは直接戸外へ出ることができる。客席数は約350席である。大ホールと小ホールを互いにつなげることも可能である。
2009年にはさらに、ゲヴァン・イム・シュペックの新しいスポーツ施設の建設も完了した。このスポーツパークおよび2つの部分からなる新しいイム・シュペック体育館は、サッカー、陸上競技、その他の競技のトレーニングや試合に利用でき、スポーツ関係者の注目を集めている。スポーツパークには2010年にテニス施設が、その後スケートパークとストリートバスケットボールフィールドが造られ、完成した。
1990年代からヴェンドリンゲン・アム・ネッカーは、一連の学校形態を完備した学園都市となっている。基礎課程学校、実科学校、ギムナジウムの他に養護学校、基礎課程学校養護クラス、ゲマインシャフツシューレがある。
21世紀初めにヴェンドリンゲン・アム・ネッカーは内市街の自転車道路網を拡充し、中央バスステーションに電動アシスト自転車の充電ステーションを設けるなど、自転車に優しい街へますます発展している。また、通勤客用の自転車ボックスを増やし、駐輪場を大きく拡張するといった措置も執られている。
ヴェンドリンゲン・アム・ネッカー市は、2015年に、ヴェンドリンゲン、ボーデルスホーフェン、ウンターボイヒンゲンの合併75周年を祝った。
ヴェンドリンゲンのオイゼビウス教会とヨハネス教会およびボーデルスホーフェンのヤーコブス教会は福音主義の教会である。聖コルンバン教会とヒルンホルツの礼拝堂はカトリックである。この他に、新使徒教会やその他の宗教団体の施設がある。

### 各地区の歴史

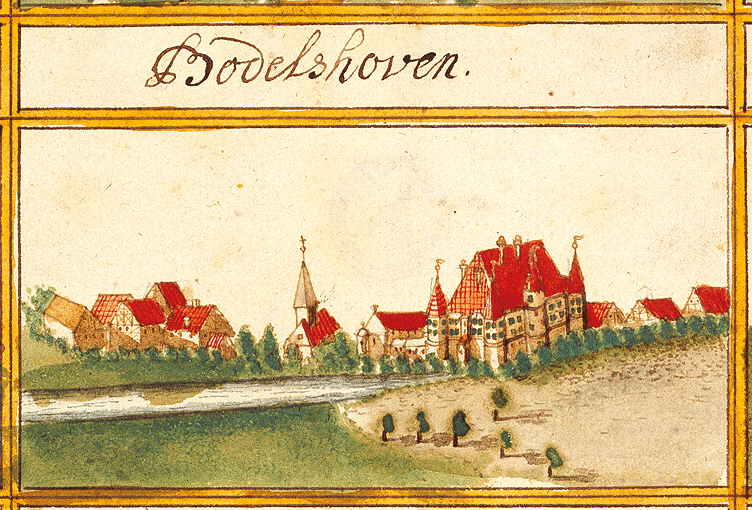
アンドレアス・キーザーによって描かれた1683年のボーデルスホーフェン

#### ボーデルスホーフェン
騎士領ボーデルスホーフェンは、1268年に初めて文献に記録されている。当時この地はテック公の支配下にあり、1400年頃にヴェルナウ領主家に売却された。フランツ・ゴットリープが1740年にメンツィンゲン領主家からこの小集落を獲得した。メンツィンゲン家はこの小集落を1680年から所有していた。この集落にある農場は現在パルム男爵家の末裔であるマッセンバッハ男爵の所有である。

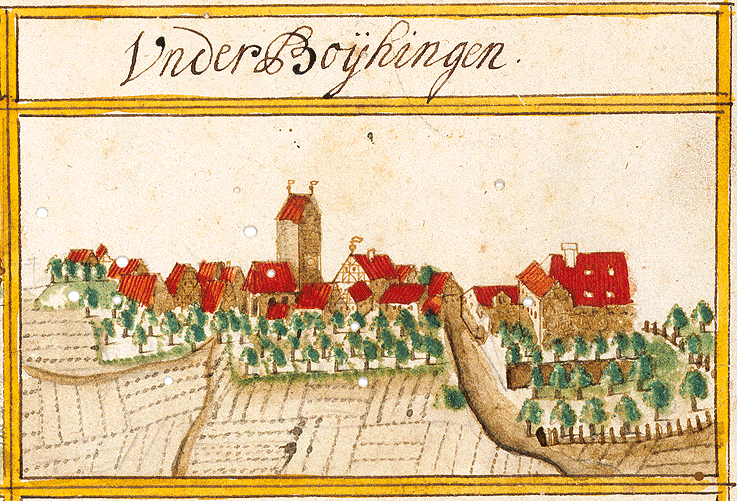
アンドレアス・キーザーによって描かれた1683年のウンターボイヒンゲン

1829年に小集落ボーデルスホーフェンはヴェンドリンゲンに統合された。しかしボーデルスホーフェンは、一定の独立性を維持していた。ボーデルスホーフェン住民はいくつかの住民権をそれまでと変わりなく行使していた。ボーデルスホーフェンは1934年に独立性を失い、ヴェンドリンゲンに合併した。
ボーデルスホーフェンは、特に、農場とヤコブの巡礼路沿いにあるヤーコブス教会が特徴である。

#### ウンターボイヒンゲン
ローマ時代にはすでに現在のウンターボイヒンゲンの地区内にローマ人の荘園、ヴィラ・ルスティカとそれに付属する浴場施設があった。これらは、1961年に発見された。広さ 22 × 13 m の浴場施設は充実度においても広さにおいてもバーデン＝ヴュルテンベルク州で最高度のものの1つであり、1961年秋に再び埋めて、保護する必要があった。この大きさの荘園では、50人近くの人物が働き、生活していた可能性がある。2005年秋に浴場施設近くの土地の造成により、それまで知られていなかった施設の壁が出土した。浴場施設自体は復元されることなく、地面の下に眠っている。
ローマ街道はケンゲンで、ラウター川沿いに造られた長さ 23 km のラウター＝リーメスに沿って分岐し、ドンシュテッテン近郊のアルプリーメスを終点としていた。2006年にウンターボイヒンゲンで6世紀から7世紀のアレマン人の墓地が発見された。中には金銀の線細工が施された留めピンとともに発見されたものもあった。
ボイヒンゲンの最初の記録は1100年頃と1130年のヒルザウ修道院の寄進録である。しかしこの記録がウンターボイヒンゲンであるかオーバーボイヒンゲンであるかは不明である。2つの集落の明確な区別は、1336年6月5日に文書が最初である。
この頃ウンターボイヒンゲンはホーエンベルク伯の所領であった。ウンターボイヒンゲンはアイヒェルベルク伯の父祖の所有地にも属しており、後にヴェルナウ家の所有となった。ヴェルナウ領主家の家系は、ウンターボイヒンゲン出身のヴュルツブルク司教領主コンラート・ヴィルヘルム・ソン・ヴェルナウの代で1684年に断絶した。数十年にわたって相続争いが続いた。1730年から1736年まで、ヴュルテンベルク公エーバーハルト・ルートヴィヒの愛人、ヴィルヘルミーネ・フォン・グレーフェニッツ（ヴュルベン女伯）がウンターボイヒンゲンをその所領とした。1739年にヴィルヘルム・ルートヴィヒ・トゥムプ・フォン・ノイブルク男爵は、ケンゲンの支配権の半分と引き替えにウンターボイヒンゲンを獲得した。
トゥムプ・フォン・ノイブルク貴族家は、ウンターボイヒンゲンの城館を現在も所有している。
ウンターボイヒンゲンは1805年にヴュルテンベルク領となり、オーバーアムト・ニュルティンゲンに編入された。
王立ヴュルテンベルク邦有鉄道の、新設されたプロヒンゲン - インメンディンゲン線の最初の区間に設けられたウンターボイヒンゲン駅によって、工業化の時代が始まった。

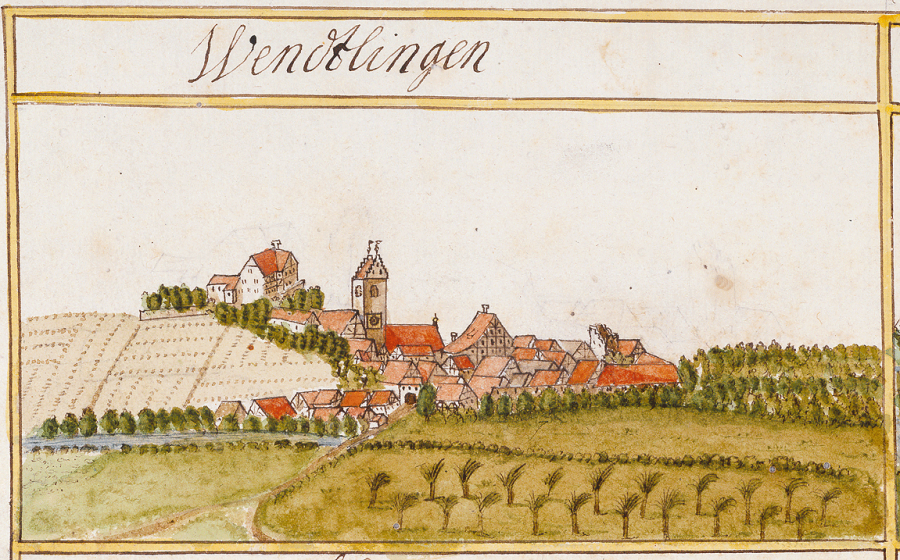
アンドレアス・キーザーによって描かれた1683年のヴェンドリンゲン

#### ヴェンドリンゲン
ヴェンドリンゲンは1132年に初めて文献に記録されている。アイヒェルベルク伯エゲノが1230年にこの集落に都市権を与えた。ヴェンドリンゲンはアイヒェルベルク伯によってリヒテネック家に譲渡された。1390年、領土交換によってヴェンドリンゲンはヴェルナウ家の所有となった。ヴェルナウ家の下でヴェンドリンゲンにオイゼビウス教会が建設され、現在もこの「シュテットレ」（小都市）の景観を創り出している。ハンス・フォン・ヴェルナウの後継者ヴォルフ・ハインリヒは1545年にヴェンドリンゲンをヴュルテンベルク公ウルリヒに売却した。ヴェンドリンゲンは都市権を維持し、ヴュルテンベルク公領の憲法の下に統合された。
ヴェンドリンゲンは、ラウター川から設けられた水路（ミュールカナル）からの水で稼働する水車で特に知られている。ヴェンドリンゲンで最初の穀物用水車（製粉用）は、早くも1276年に記録されている。19世紀初めには、穀物用水車と石膏用水車がそれぞれ3基、製材用水車と搾油用水車がそれぞれ1基あった。この頃ヴェンドリンゲンはまだ、防衛用の壁と深い堀で囲まれていた。この中世の防衛施設が道路の拡幅の妨げとなっていたため、まず3つの市門が取り壊され、その後に堀が埋め立てられ、市壁が取り除かれた。ヴェンドリンゲンには市壁のわずかな痕跡が遺されているだけである。市壁の一部は1983年に住民団体によってオリジナルの石材を用いて、プファウハウザー通り沿いの歴史的な場所に復元された。かつては街の北西にある斜面でブドウ栽培が行われていたが、1820年に放棄された。現在はヴァインハルデ（直訳: ブドウの斜面）という住宅地の名称にその名残をとどめている。
ヴュルテンベルクの新体制によりヴェンドリンゲンは1805年に都市権を失い、シュトゥットガルトでの等族集会の議席も喪失した。ヴュルテンベルク王国の新しい行政組織が適用され、ヴェンドリンゲンはオーバーアムト・エスリンゲンに編入された。1859年に新設されたプロヒンゲンからロイトリンゲンへ向かう鉄道路線はウンターボイヒンゲン近郊の駅を経由しており、主に織布業者からなる最初の工業企業群の立地を促した。
ナチ時代のヴュルテンベルクの郡再編により、1938年にウンターボイヒンゲンとヴェンドリンゲンはニュルティンゲン郡に組み込まれた。1940年にそれまで独立した自治体であったウンターボイヒンゲンとヴェンドリンゲンが統合された。第二次世界大戦後ヴェンドリンゲンはアメリカ管理地区の一部となり、新設されたヴュルテンベルク＝バーデン州に属した。この州は1952年に現在のバーデン＝ヴュルテンベルク州となった。1973年の郡再編でヴェンドリンゲンはエスリンゲン郡の一部になった。

### 市町村合併
- 1829年: ボーデルスホーフェンがヴェンドリンゲンに統合された。ただし、一定の独立権は保持していた。
- 1934年: ボーデルスホーフェンがヴェンドリンゲンと合併した。
- 1940年: ボーデルスホーフェンを含むヴェンドリンゲンとウンターボイヒンゲンから「ヴェンドリンゲン・アム・ネッカー」が成立した。

## 住民

### 人口推移
| 年   | 人口（人） |
| ---- | ---------- |
| 1946 | 6,392      |
| 1950 | 7,125      |
| 1956 | 8,710      |
| 1961 | 10,087     |
| 1965 | 11,699     |
| 1970 | 13,666     |
| 1980 | 14,661     |
| 1987 | 14,414     |

| 年   | 人口（人） |
| ---- | ---------- |
| 1991 | 15,425     |
| 1995 | 15,557     |
| 2000 | 15,569     |
| 2005 | 15,711     |
| 2010 | 15,978     |
| 2015 | 15,974     |
| 2020 | 16,173     |

### 宗教
宗教改革は、ヴェンドリンゲンでは1539年、ボーデルスホーフェンでは1616年になされた。ウンターボイヒンゲンは、プファルハウゼンやシュタインバッハ（現在はヴェルナウ の一部）およびノイハウゼン・アウフ・デン・フィルデルンとともに、何世紀もの間、周辺には数少ないカトリックの村であり続けた。

## 行政

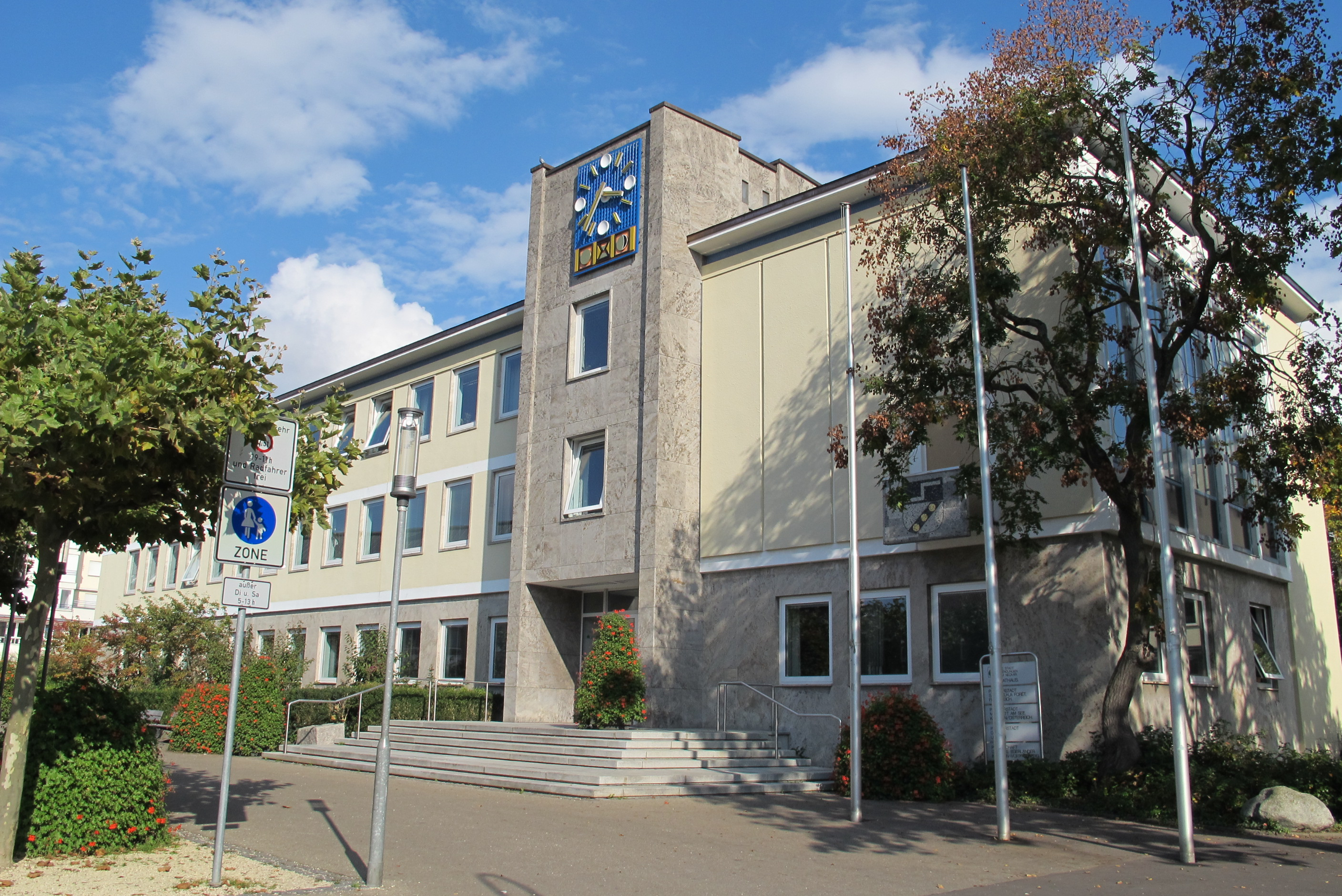
ヴェンドリンゲン・アム・ネッカー市の市庁舎

### 議会
ヴェンドリンゲン・アム・ネッカーの市議会は22人の議員からなる。市議会はこれらの選出された名誉職の議員と、議長を務める市長とで構成される。市長は市議会において投票権を有している。

### 首長
第二次世界大戦後のヴェンドリンゲン・アム・ネッカーの市長を列記する。
- 1945年 - 1945年: カール・シュトローマイアー（委任）
- 1945年 - 1946年: ルドルフ・ビスターフェルト（委任）
- 1946年 - 1978年: ヘルムート・カイザー
- 1978年 - 1992年: ハンス・ケーラー
- 1992年 - 2003年: アンドレアス・ヘスキー
- 2003年 - 2011年: フランク・ツィーグラー
- 2011年10月1日 - : シュテフェン・ヴァイゲル[17]

### 紋章
図柄: 上下二分割。上部は青地に金色（黄色）のウィンチ。下部は銀地（白地）に黒い逆斜め帯（向かって右上から左下）、帯の中に3つの金色（黄色）の珠。この紋章は1965年7月30日に認可された。
上部は、1596年に用いられたことが証明されているヴェンドリンゲンの紋章を表している。下部にはかつてウンターボイヒンゲンを領していたヴェルナウ領主家の紋章が描かれている。

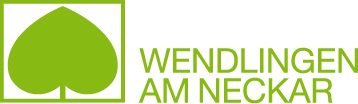
ヴェンドリンゲン・アム・ネッカーのシンボルマーク

### シンボルマーク
1979年からヴェンドリンゲン・アム・ネッカー市のシンボルはデザイン化されたセイヨウボダイジュの葉である。これは、徹底的に親しみやすく、シンパシーを感じられる都市の躍動感、新鮮さ、活気を見るものに伝えている。このマークは、自信に満ちた若い都市の標識に使われている。

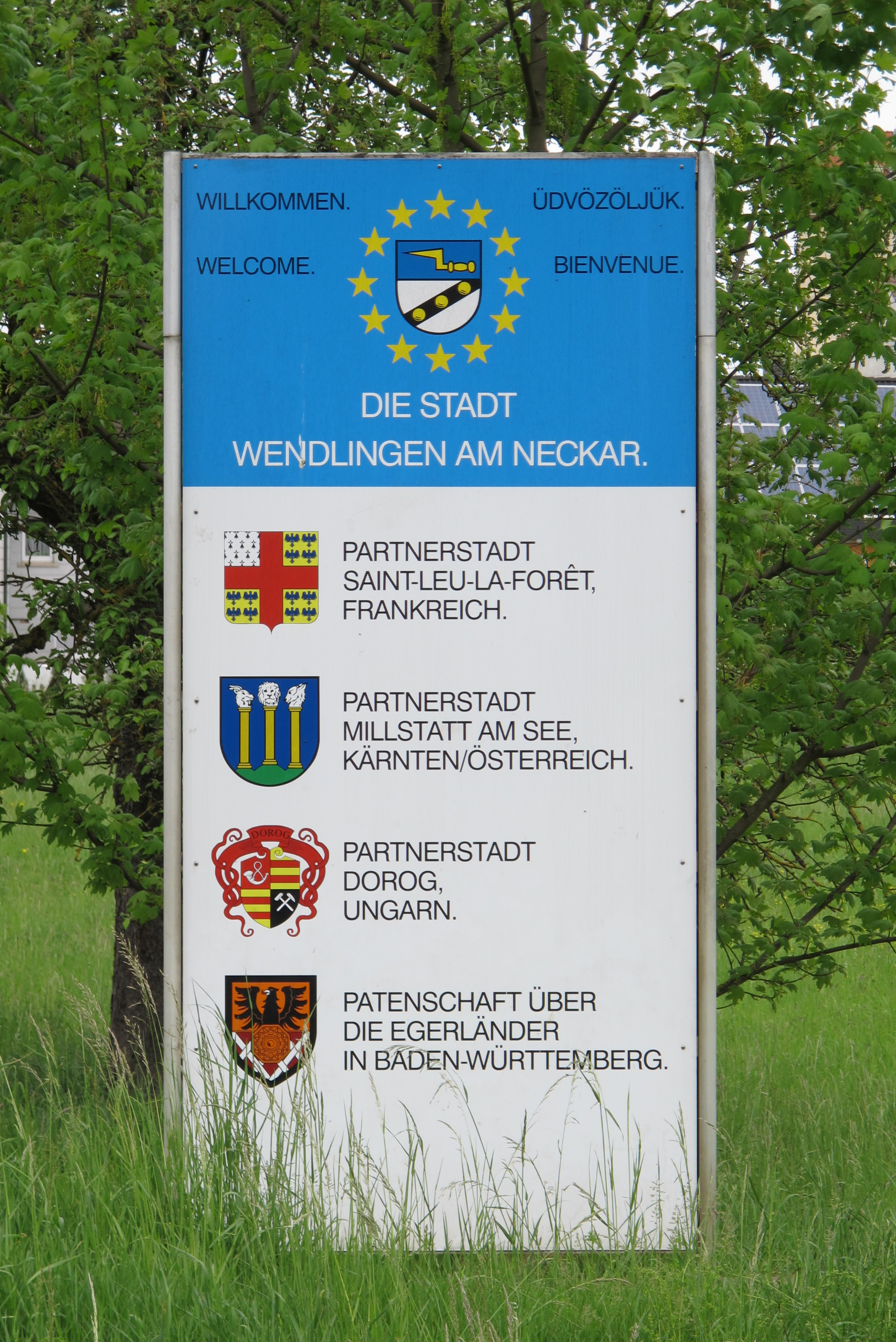
ヴェンドリンゲン・アム・ネッカーの姉妹都市を示す標示板

### 姉妹都市
- サン＝ルー＝ラ＝フォレ（フランス語版、英語版）（フランス、ヴァル＝ドワーズ県）1987/88年[20]
- ミルシュタット・アム・ゼー（ドイツ語版、英語版）（オーストリア、ケルンテン州）1991/92年[21]
- ドロツ（ハンガリー語版、英語版）（ハンガリー、コマーロム・エステルゴム県）1997/98年[22]

## 経済と社会資本

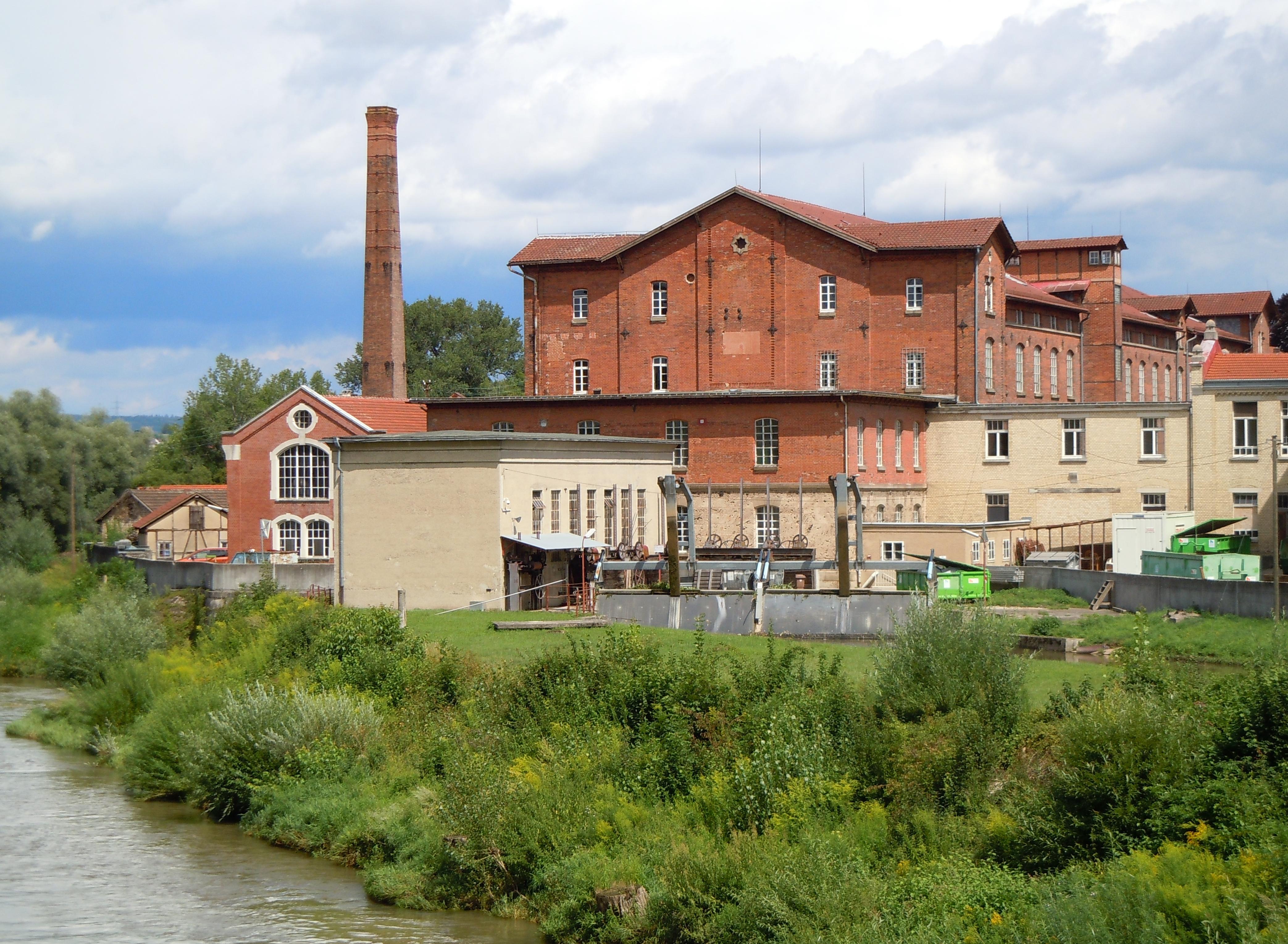
ウンターボイヒンゲンのハインリヒ・オットー & ぜーネ紡績会社

### 産業
ウンターボイヒンゲンに駅が建設されたことでヴェンドリンゲンの工業化が促進された。それは現在に至るまでオットーおよびベールという名前と結びついている。初めに1859年に織布工場オットー（後のハインリヒ・オットー & ゼーネ (HOS)）がウンターボイヒンゲンにでき、その後ヴェンドリンゲンにも工場を構えた。オットー社の2つの工場は、1920年に合わせて1,200人を雇用していた。従業員数は1950年までに1,800人に増えた。この会社はヴュルテンベルクの大規模織布業者の1つであった。エルヴィン・ベールは1912年にヴェルドリンゲンで家具工場を創業した。この会社は、世界的名声を得た最初の家具メーカーであり、1950年代末には従業員数は約1,000人を数えた。
ヴェンドリンゲンは、今も昔と変わらず人気の住宅・産業都市である。
ヴェンドリンゲン＝ボーデルスホーフェンの東部に EnBW の 380、220、110 kV の変電所がある。その敷地内にはトランスネットBW の主要スイッチング管理所（送電網管理所）があり、バーデン＝ヴュルテンベルク州の送電網の心臓部とされている。
ヴェンドリンゲンには多彩な分野の企業が立地する産業地区がいくつかある。内市街では様々なショッピングができる。

### 地元企業
- TTS ツールテクニック・システムス、機具製造。
- フェスツール GmbH（ドイツ語版、英語版）、TTS ツールテクニック・システムスの子会社。電子・圧縮空気機器の製造。
- プロ・オプティーク＝グループ、眼科領域の専門商品販売チェーン。ヴェンドリンゲンに本社を持つ。
- ケモフォーム AG、プールおよびウェルネス分野のフルサービス業者。ヴェンドリンゲンに本社を持つ[27]。
- シードマイヤー・チェレスタ GmbH、鍵盤楽器の製造業者、シードマイヤーのチェレスタや鍵盤式グロッケンシュピールは、世界中のオペラハウスやコンサート会場で採用されている。
- ヒューゴ・ボス AG、ヴェンドリンゲンで配送センターを運用している。
- HOS アンラーゲン・ウント・ベタイリグンゲン（投資運用会社）[23]
- DPD（ドイツ語版、英語版）およびUPSの貨物センター、DHLの貨物センターは、その大部分がヴェンドリンゲン地区内にある。

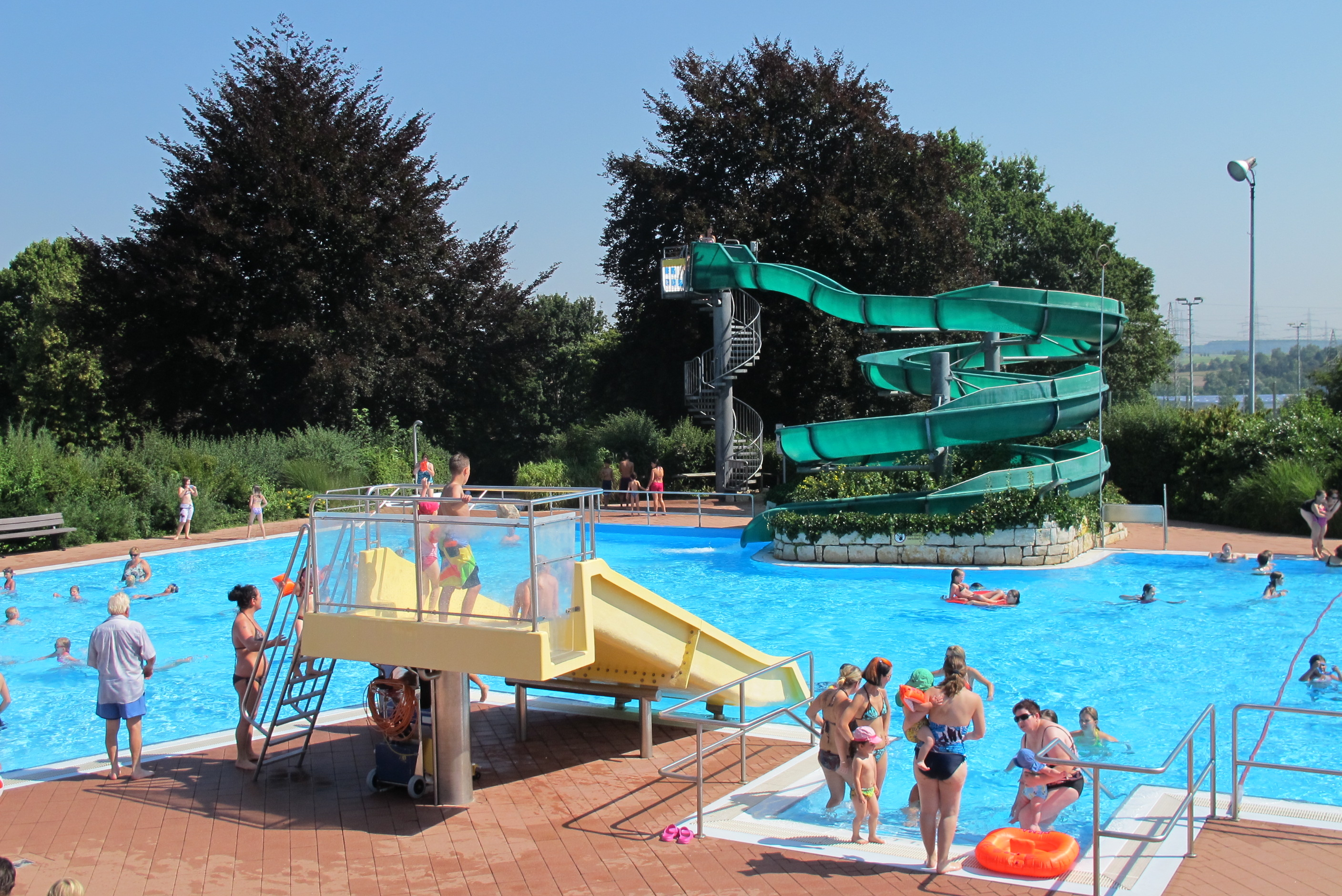
テラセン屋外プール

### レジャー施設
ヴェンドリンゲン・アム・ネッカーには温水のテラセン屋外プールがある。このプールは毎年5月半ばから9月半ばまでオープンしている。この屋外プールには、50 m の水泳プール、非水泳プール、親子水槽、その他数多くのアトラクションがある。

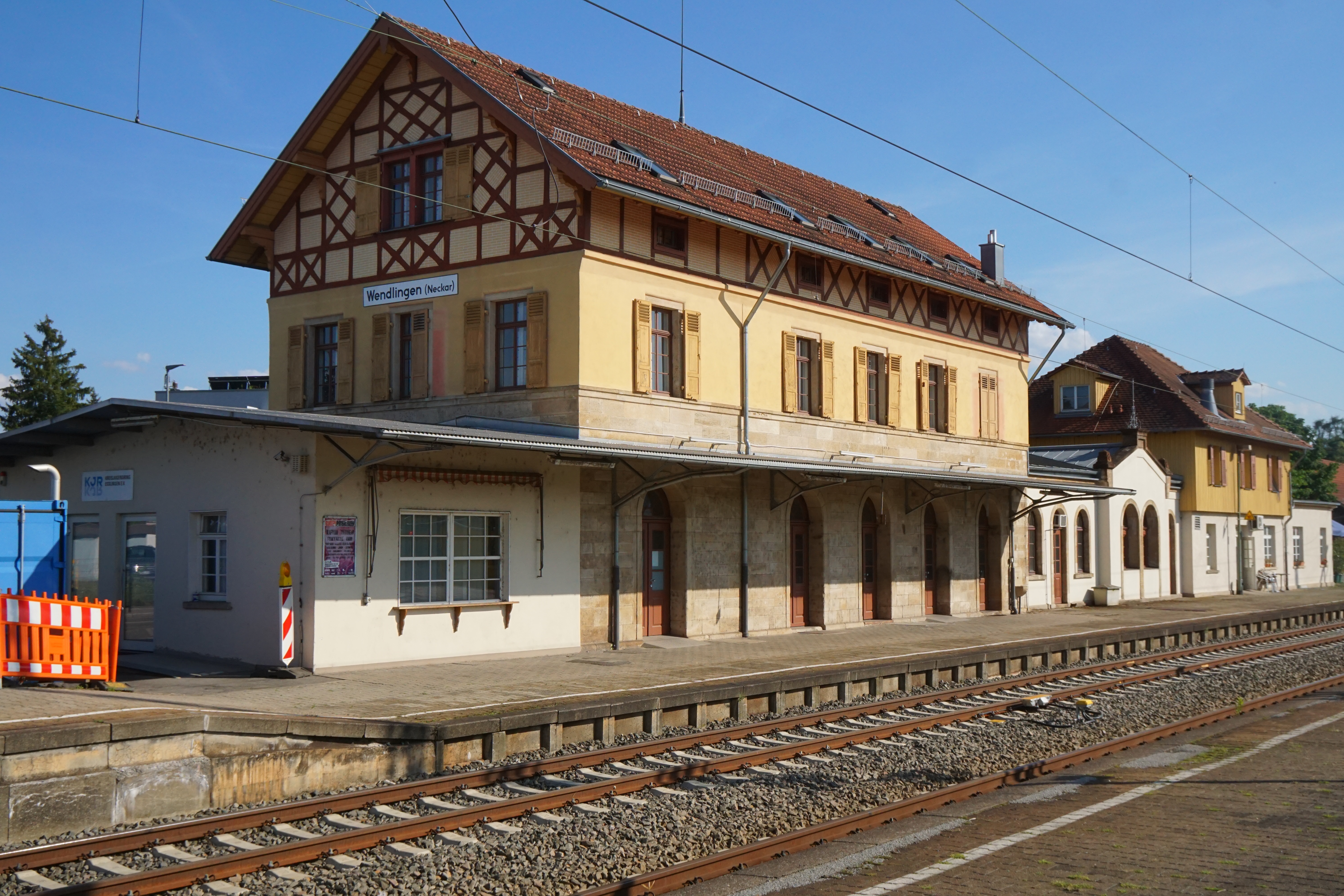
ヴェンドリンゲン・アム・ネッカー駅

1980年にウンターボイヒンガー通りに設けられたヴェンドリンゲン・アム・ネッカー市立図書館は、現在街の中心部にある。ここには合計約35,000点以上のメディアが、個人的な継続教育、情報、休息に供されている。また学校用、業務用、個人用の目的に対応している。e-ブック・リーダーも貸し出し可能である。この市立図書館は、図書館カードを持つ2,200人以上の利用者に活発に利用されている。

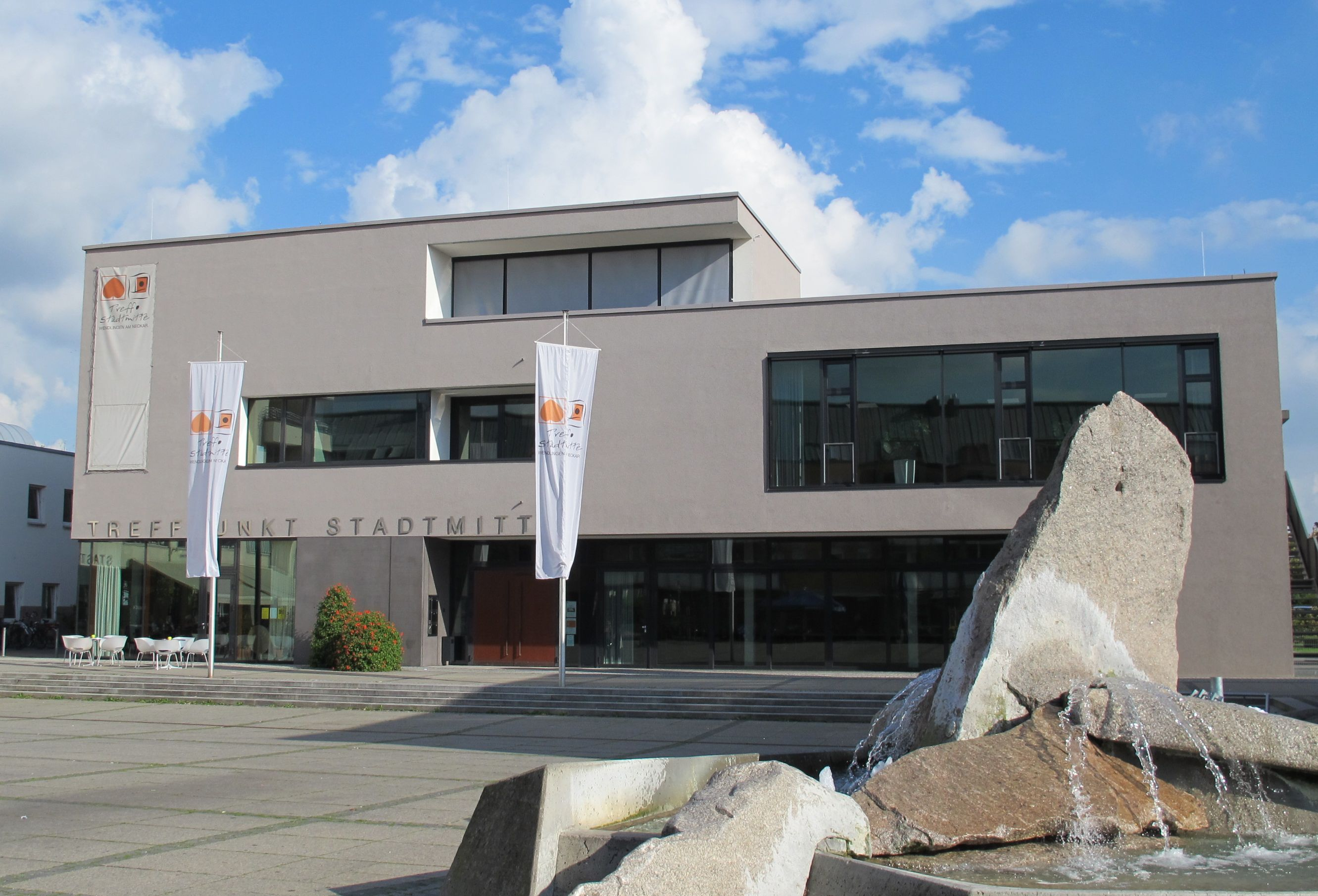
トレフプンクト・シュタットミッテ

トレフプンクト・シュタットミッテ内に、交流スペース「メンシェン・イム・トレフプンクト」(MiT) がある。ここにはすべての住民が気軽に集まるためのスペースが用意されている。「MiT」では様々なテーマの学習コースや集会、絵画の夕べ、情報の夕べ、など様々なイベントが開催されている。
若者に人気の場所がユーゲントハウス・ツェントルム・ノイフェンシュトラーセである。このユーゲントハウスは公共の青年活動の場である。ヴェンドリンゲン・アム・ネッカー市とクライスユーゲントリング (KJR) エスリンゲン e.V. が支援しており、公共の集会、ボランティアの文化活動、学校との共同活動、様々なダンスやスポーツのイベント、音楽演奏、8歳から12歳までの子供のための児童集会、自由時間や子供の休日プログラムなどが用意されている。
さらにネッカータールに設けられたヒュッテンゼーおよびシェーファーハウザー・ゼー保養地区、ボーデルスホーフェン地区のゴルフ場施設、ヴェンドリンゲン・アム・ネッカー内および周辺の多くの小径が、ゆったりとした散策に誘う。ウンターボイヒンゲン地区の外側、果樹園と小さな林との間にユーリシュ・バラ園がある。この庭園は柵で囲まれているが、いつでも外から見ることができる。ラウター川の堤防沿いの歩道ラウターベグライトヴェークも魅力的である。
ヴェンドリンゲン・アム・ネッカーは、ネッカータール自転車道とラウター＝アルプ＝リンダハ自転車道とが交差する地点に位置しており、テック＝ノイフェン交通協会 e.V. に加盟している。この協会は、加盟する自治体の観光資源を「Der Albtrauf」（直訳: シュヴェービシェ・アルプの軒先）というモットーによって結束し、毎年様々なツアーを組織している。ヴェンドリンゲン・アム・ネッカーはまた、「シュヴァーベン・フルーツパラダイス」協会にも所属している。

### 交通
ヴェンドリンゲン・アム・ネッカーは、6車線のアウトバーン8号線（A8号線、シュトゥットガルト - ミュンヘン）と4車線の連邦道313号線（B313号線）とが交差する、交通の便が良い場所にある。シュトゥットガルトへは A8号線または B313号線と B10号線で行くことができる。
ヴェンドリンゲン・アム・ネッカー駅では、キルヒハイム・ウンター・テックからシュトゥットガルトを経由してヘレンベルクまで30分間隔で運行するシュトゥットガルトSバーンの S1号線が発着する。さらにレギオナルバーンやレギオナルエクスプレスの列車も停車する。これを使うと25分でシュトゥットガルトやテュービンゲンへ行くことができる。プロジェクト・シュトゥットガルト21の新線ヴェンドリンゲン - ウルム線の移行部はヴェンドリンゲン近郊にある。市内には、ヴェンドリンゲン・ネッカー橋、貨物列車接続線、ヴェンドリンゲン・カーブ、アルプフォアラントトンネルがある。30分間隔から15分間隔へのSバーン増便（30分ごとにキルヒハイムおよびニュルティンゲンへの延長運転を含め）が計画されている。長期的には、Sバーンのヴェンドリンゲン南迂回路線も検討されている。
シュトゥットガルト空港へは、自動車で約15分で行くことができる。
市の行政当局とボランティアの市民によって運営されている市民バスは、市の様々な箇所への往来を可能にしている。市民バスは、移動が不自由な人のためだけではなく、便利な接続と利用を提供するために3本の路線が運行されている。路線は色分けされて識別できるようになっている。
この他に、ケンゲン行き（151号線）、ニュルティンゲンおよびオーバーボイヒンゲン行き（196号線）、ニュルティンゲンおよびツィツィスハウゼン経由ウンターエンジンゲン行き（184号線）のバス路線、シュトゥットガルト空港行きのRELEXバスが運行している。2017年7月1日から2本の市バス路線（154号ヴェンドリンゲンと155号ウンターボイヒンゲン）が、住宅地とSバーンの駅および ZOB（乗り合いバスの中央ターミナル）とを結んでいる。

### メディア
ニュルティンガー・ツァイツゥングを基にしたヴェンドリンゲンのローカル版を掲載した日刊紙ヴェンドリンガー・ツァイトゥングが1954年から刊行されている。市内にはヴェンドリンガー・ツァイトゥングの街事務所もある。
ヌスバウム出版社では、毎週公的な広報紙を刊行している。さらに、コマーシャルペーパーのニュルティンガー・エコーやネッカーブリックを出版している。

### 教育機関
ヴェンドリンゲン・アム・ネッカーには以下の学校がある。
- ガルテンシュール（基礎課程学校）
- アンネ＝フランク＝シューレ（養護学校）
- ルートヴィヒ＝ウーラント＝シューレとリンデンシューレ（基礎課程学校およびゲマインシャフツシューレ）
- ヨハネス＝ケプラー実科学校
- ロベルト＝ボッシュ＝ギムナジウム

ルートヴィヒ＝ウーラント＝シューレの学生食堂は、学生に毎日昼食を提供している。アム・ベルク学校センターにはヨハネス＝ケプラー実科学校とロベルト＝ボッシュ＝ギムナジウムがあり、やはり学生食堂がある。昼食は保護者が無償で用意している。
共働きの両親は、子供をガルテンシューレやルートヴィヒ＝ウーラント＝シューレの基礎課程学校に入学させることができる。子供は7時から17時まで面倒を見てもらえる。さらにルートヴィヒ＝ウーラント＝シューレには基礎課程養護クラスもある。
音楽的な卒後教育や発展教育には、幅広い専門課程を有するケンゲン＝ヴェンドリンゲン音楽学校がある。ヴェンドリンゲン市民大学はキルヒハイム市民大学の分校で、多彩なコースを提供している。ヴェンドリンゲンの駅舎には、レジャー、教育、カウンセリングなど幅広いサービスを提供するクライスユーゲントリング e.V. のオフィスがある。

### 幼稚園、託児所
市立4箇所、カトリック2箇所、福音主義1箇所の保育所や、市立5園、福音主義4園、カトリック3園の幼稚園がある。幼稚園や保育所では、時間をフレキシブルに設定できる。いくつかの施設では、子供達に共通の昼食を与えている。子供は3歳から幼稚園に入園することができる。エスリンゲン郡ターゲスエルテルンフェライン e.V.（直訳: 昼間の親協会）は、14歳以下の子供の面倒を見ている。子供達はターゲスミュテルンとターゲスフェーテルン（直訳: 昼の母親と昼の父親）が面倒を見る。

## 文化と見所

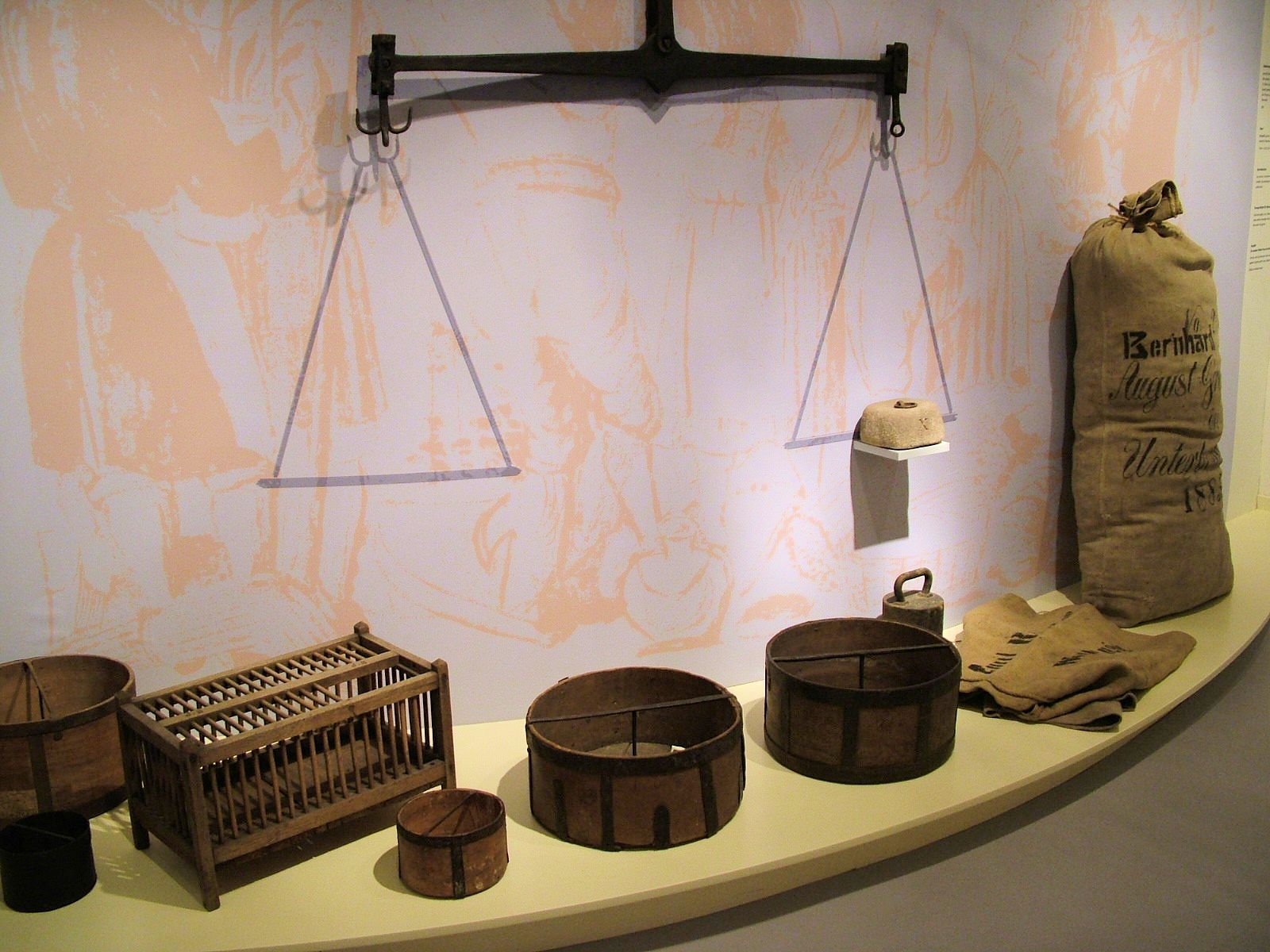
市立博物館の展示

### 市立博物館
ヴェンドリンゲン・アム・ネッカーには2004年から市立博物館がある。博物館の場所は、バロック様式の牧師館、教区倉庫、ドリッテル倉庫、パン焼き小屋と洗濯小屋、牧歌的な庭園で構成される文化財建築アンサンブルの一画である。この他、かつて教区庭園として利用されていた庭園が現在博物館施設の一部となっている。この博物館は、多くの特別展示や入れ替え展示を含む多彩な家族向けプログラムやガイドツアーを行っている。この博物館は2005年に、シュトゥットガルト行政管区の郷土保護ワーキンググループ e.V. から「郷土博物館の模範」として表彰された。受賞の主な基準は、歴史の真実の伝達、地域の発展や特徴の記録、活き活きとした表現、来館者の利便性などであった。この博物館は博物館協会によってボランティアで運営されている。この取り組みは、2014年に「強力な援助者」名誉賞を受賞した。

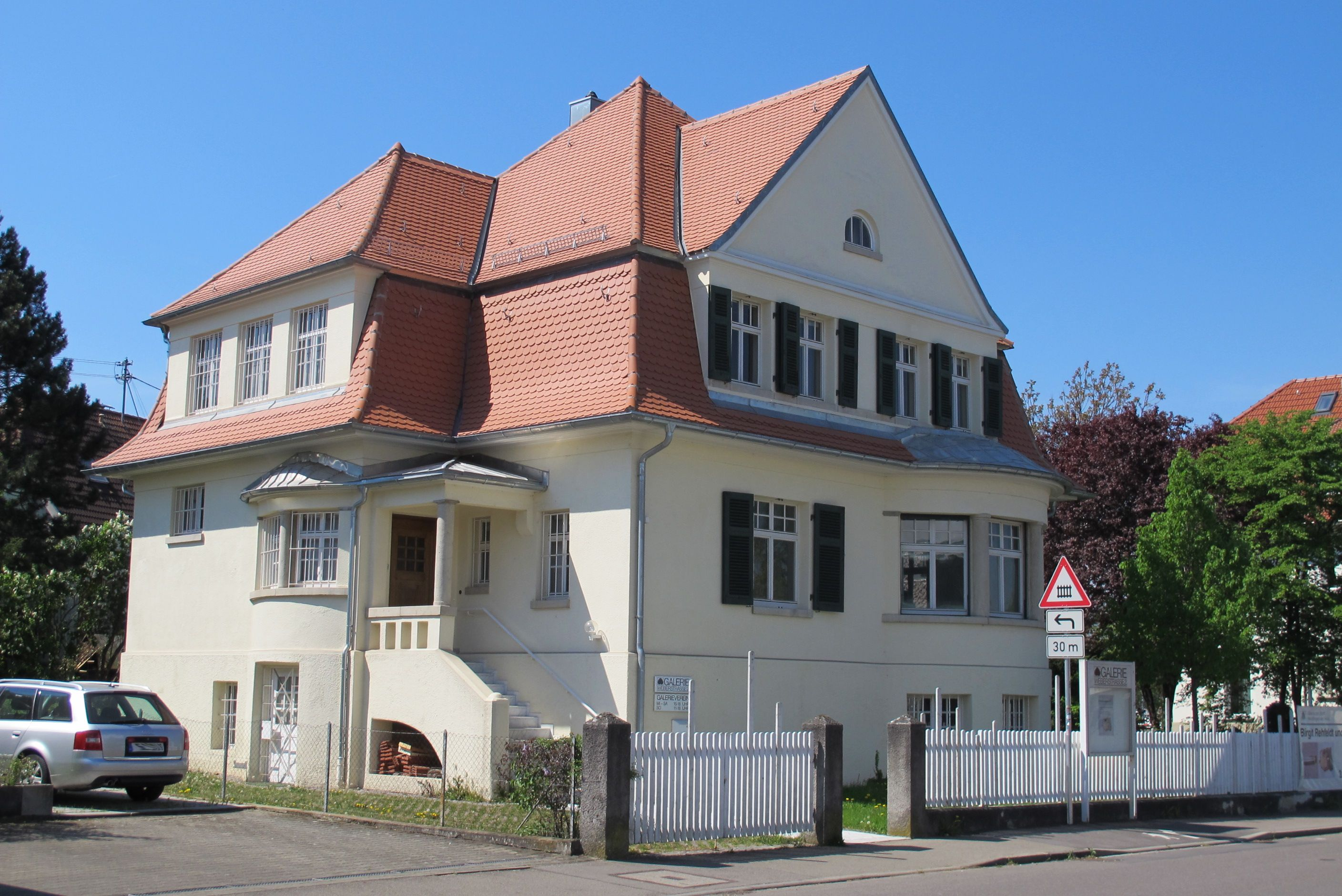
ギャラリー

### ギャラリー
ヴェンドリンゲン・アム・ネッカー市のギャラリーは、1913年にフィリップ・ヤーコプ・マンツの設計に基づき建設されたユーゲントシュティル様式の邸宅内に、1982年に開館した。このギャラリーは1994年からヴェンドリンゲン・アム・ネッカー・ギャラリー協会によって運営されており、価値の高い展示により良好な評判を得ている。

### 建築

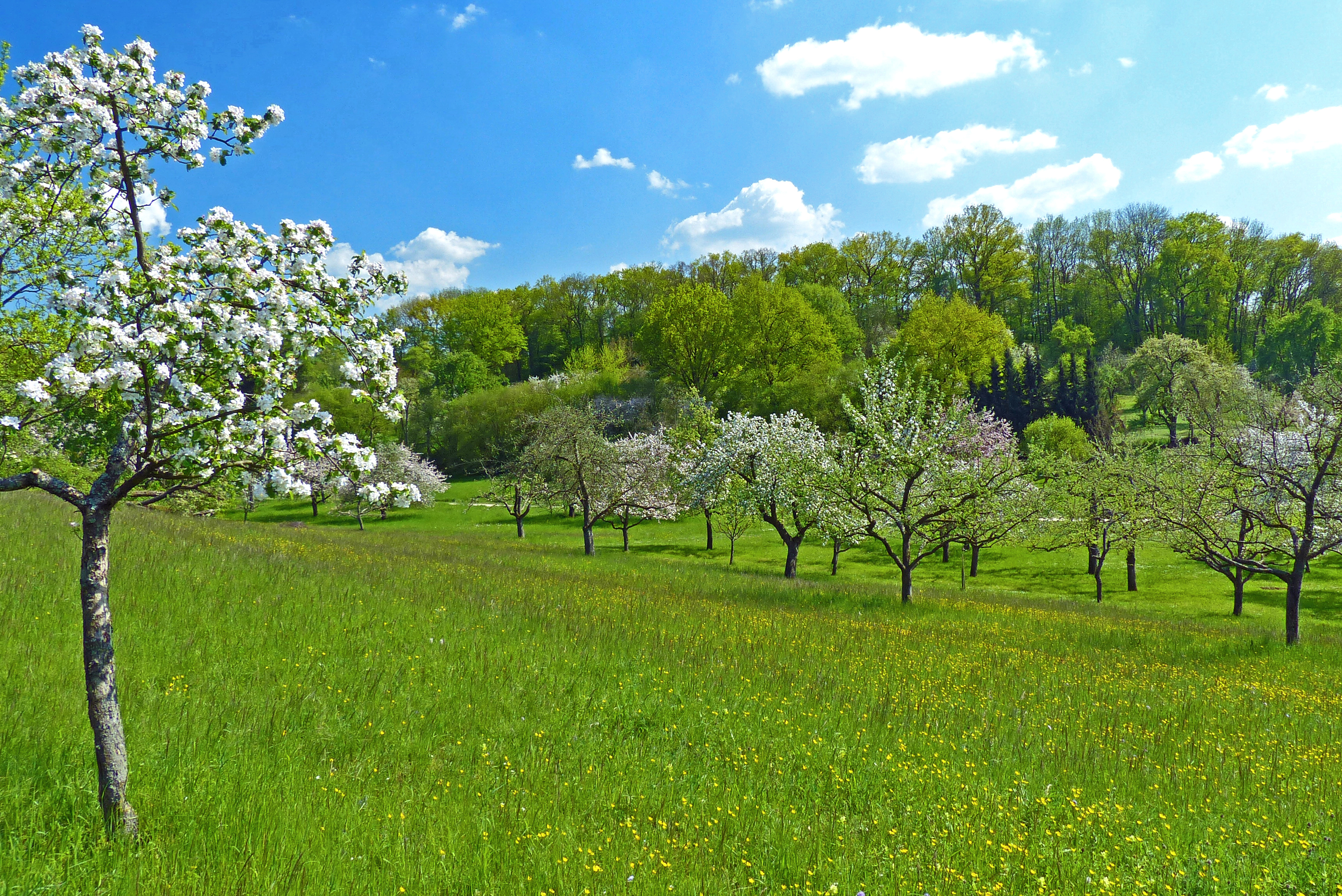
ヴェンドリンゲン・アム・ネッカー景観保護区の果樹園

ウンターボイヒンゲン城は、元々はおそらく12世紀に建造された中世の水城であった。この城は牧歌的な城館庭園、実務上の付属建造物、1833年に造られた美しい鋳鉄製の噴水を有している。この城は絵画的な隅櫓を有する城壁で囲まれている。この城へは一般には立ち入ることができない。しかし、その一部、たとえばかつての城館礼拝堂であった図書館などは、イベントに用いられている。さらに、1800年頃に建設されたアムトハウス（役所）、いわゆるレントアムト（直訳: 財務役場）や羊小屋もこの施設に含まれる。
ウンターボイヒンゲンの古くからの中心部には、1807年建造の旧町役場兼学校、聖コルンバン教会、現在は市立博物館が入居している1753年に建設された後期バロック様式の旧牧師館がある。ウンターボイヒンゲン出身のヴュルツブルク司教領主コンラート・ヴィルヘルム・フォン・ヴェルナウが教会の所領であったウンターボイヒンゲンをウンターツェル修道院に寄贈した。当時のヴュルツブルクの建築責任者がバルタザール・ノイマンであったことから、この牧師館は最も重要なバロック建築家の1人であるバルタザール・ノイマンの設計に基づいて建設された。ウンターボイヒンゲンの教区教会である聖コルンバン教会は、後期ゴシック時代の教会の跡地に建設され、1910年に建築家ヨーゼフ・カデスの計画に基づいてネオゴシック様式に改築された。1593年以前に建設された塔だけは、そのまま遺された。2002年に外装が完全に修復された。旧牧師館の近くには、教区倉庫（1751/1752年）、中世のドリッテル倉庫（1457/1458年）およびパン焼き小屋兼洗濯小屋（1811年）がある。近所には1631年に建設された、かつてのエスリンガー・シュピタールおよびウンターツェル修道院の十分の一税倉庫があり、現在は個人所有の建物となっている。

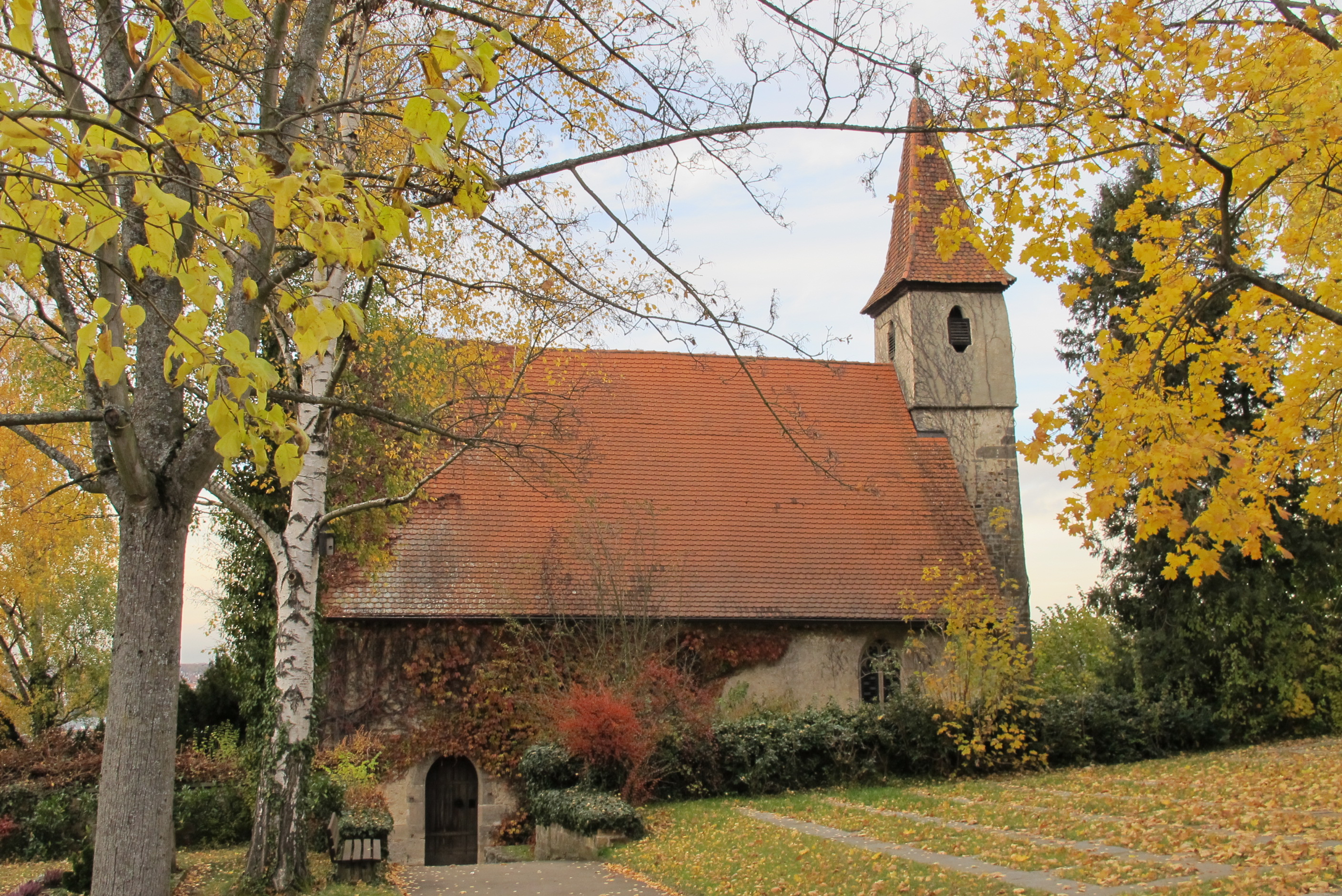
ヒルンホルツの礼拝堂

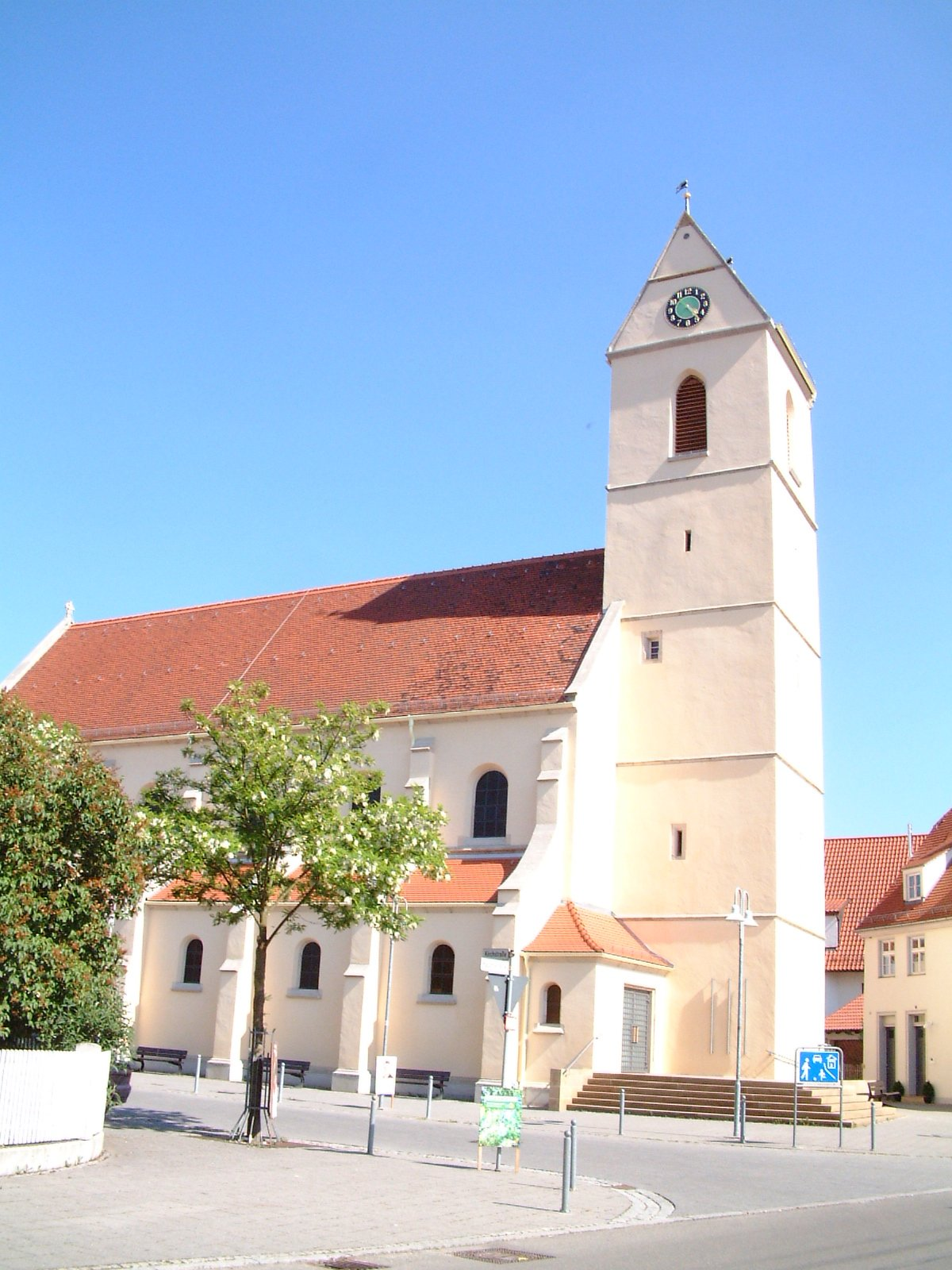
聖コルンバン教会
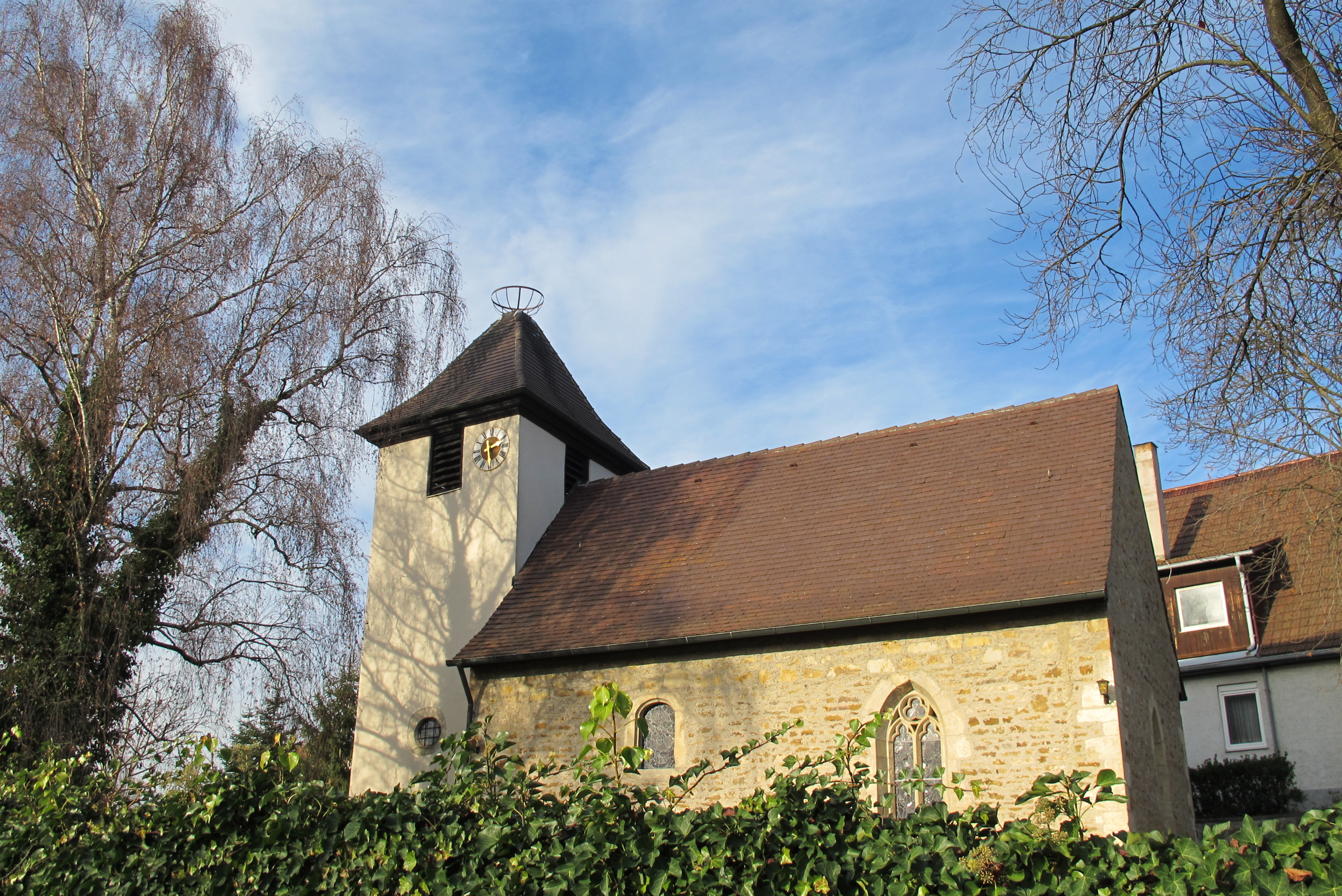
ヤーコプス教会

小さな「ヒルンホルツの我らが聖母」礼拝堂は、元々は Ad sanctum Columbanum im Hürnholtz と呼ばれており、1100年よりも以前に巡礼礼拝堂として建設された。遺されている礼拝堂の塔の基礎壁がこれを物語っている。最初の文献記録は1275年に記された。この教会は、祭壇付近にロマネスク様式の箇所があるが、ゴシック様式のフレスコやルネサンス様式の絵が描かれている。これは1971/72年に発見された。礼拝堂は歴史の宝であり、ヴェンドリンゲン・アム・ネッカーで最も古い建物である。

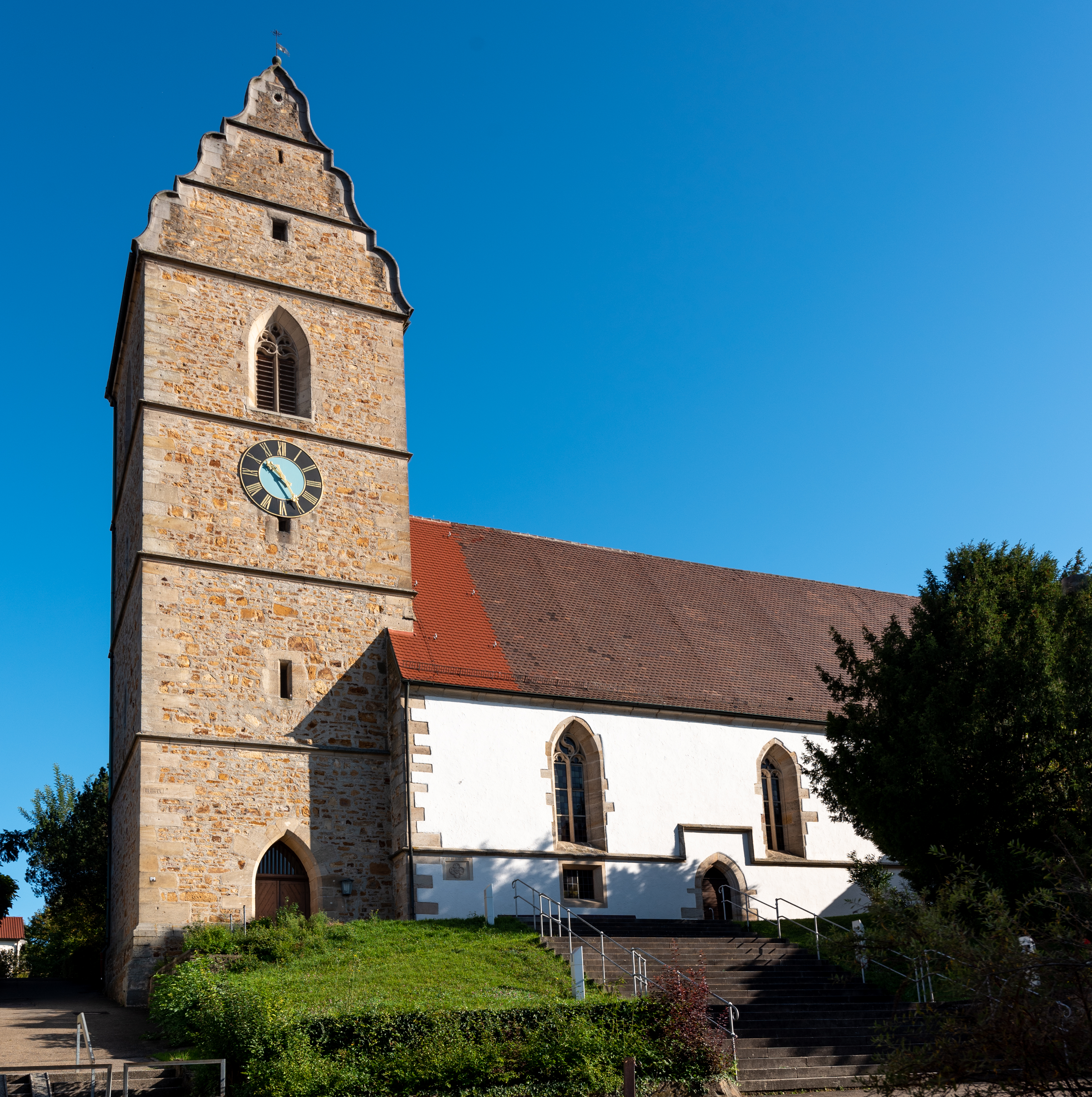
オイゼビウス教会

オイゼビウス教会は、後期ゴシック様式のハレンキルヒェである。この教会はヴェルチェッリのオイゼビウス（283年 - 371年） にちなんで名付けられた。彼を守護聖人とするドイツで唯一のオイゼビウス教会として、特殊性を持つ。ヴェルチェッリ司教リュートヴァルト・フォン・ヴェルチェッリ（在位: 880年 - 899年）が聖遺物を入手した際、ヴェンドリンゲンから直接入手したか、少なくともヴェンドリンゲンと強い関係があったことがうかがえる。現在のオイゼビウス教会の長堂と内陣は1448年に建設され、1511年に教会塔が増築された。西塔の破風は南ドイツでは稀にしか見られないルネサンス様式の装飾を呈している。この教会は遅くともヴェンドリンゲンがヴュルテンベルク領となって以降、福音主義に転向した。特筆すべきは、ハンス・ゴットフリート・フォン・シュトックハウゼンによる芸術性の高いガラス窓と1500年頃に造られたウルム派の祭壇の飾り台である。内陣室の板絵には、十二使徒の中に復活したキリストが描かれている。500年以上前のジドラーグロッケ（鐘）も重要である。これは、おそらく先代の教会から引き継いだものである。1501年に鐘鋳されたこの鐘は、現存する最も古いパントリオン・ジードラーが鋳造した鐘の1つである。
オイゼビウス教会の大きな外階段は1970年代に建設された。教会の向かいには1779年に建設された木組み様式の歴史的な牧師館がある。
ボーデルスホーフェンには、古くは1275年の記録が遺る、ゴシック様式のヤーコプス教会がある。この教会は墓地に囲まれており、その中にはこの地区の領主家の人物も葬られている。ヤーコプス教会は、中世を通してサンティアゴ・デ・コンポステーラの巡礼路の巡礼者が集まる場所であった。21世紀になってから、内壁に描かれたゴシック様式のフレスコが発見された。ここにはイエスの苦難の歴史の連作が描かれていた。ヤーコプス教会も、シュトックハウゼン作の重要なガラス窓を有している。
ボーデルスホーフェン小集落は、この他に、馬牧場を有する17世紀から18世紀の歴史的な農場を特徴としている。シュテファンシェス・ハウスと呼ばれる交差点沿いにあるきれいな木組み建築は、12世紀に記録が遺るボーデルスホーフェンのギュルトホーフ（貸し地）だった場所に、17世紀に建設された。
かつてヨハネス教会があった場所に新しい教会センターが建設され、教会塔がそれに統合される予定である。
旧駅舎は、1859年にウンターボイヒンゲン駅として開業し、2002/03年に完全にリノベーションされた。旧ウンターボイヒンゲン郵便局、貨物倉庫、「ビューゲライゼンハウス」と呼ばれる1900年に建設された鉄道職員宿舎とともに歴史的な鉄道アンサンブルを形成している。
ウンターボイヒンゲンのオットー＝ファブリークのいくつかの建物は、現在、工業・建築史における文化財であるとみなされている。旧本社棟は建築監査官オットー・ターフェルによって、塔を持つ新棟は当時南西ドイツで最も重要な工業建築家フィリップ・ヤーコプ・マンツによってイタリアの初期ルネサンス様式で建設された。両建築家はヴェンドリンゲンのオットー＝エリアも建設している。このエリアは総合文化財に指定されており、保護文化財の建物が魅力的な住居、サービス、商業、レジャーエリアを取り囲むエリアとして発展する計画である。また、シュピナー通りのオットー社の14棟の歴史的な旧マイスター住宅のアンサンブルも改修される予定である。
1910年に建設されたエルヴィン・ベール社の旧社員食堂は、2010年に完全に改修され、ホテル＝レストラン「ヴィラ・ベール」に改装された。ベール＝エリアの入口付近には2軒の旧門衛宿舎がある。ベール通りには、エルヴィン・ベールが重役のために建てさせた邸宅があり、注目に値する。
ラウターシューレは、1897年に建設された歴史的な学校建築である。現在は福音主義の教会ハウスとして利用されている。その近くのラウター川沿いに、かつてはたとえば家畜、干し草、藁などを正式に計量した旧ヴァーグホイスレがある。ラウター川沿いは、将来的にはより体験しやすく全体的に価値を高めて行く予定である。
かつてのヴェンドリンゲンの水車や、中世にはすでに設けられていた水車用水路の痕跡は、ジルバー通りとカナル通りの交差点沿い、かつてのミュールバッハ沿いの旧ジルバー（後のラング）発電所に見られる。かつてここにあったセメントおよび石膏製造用水車の車輪が利用されている。後の暗渠化工事によって姿を消した水車用水路は1962年までは現在のカナル通りを流れており、さらにフォアシュタット通りの家の右裏側で再びラウター川に合流していた。シュヴェンガッサにはかつてミットレーレ・ミューレ（直訳: 中央の水車）、後にウンテーレ・ミューレ（直訳: 下の水車）と呼ばれた水車小屋が遺っており、現在は住居となっている。ラウター川沿いのアウ通り沿いに、かつての水車用水路へ水を送るための堰が遺されている。

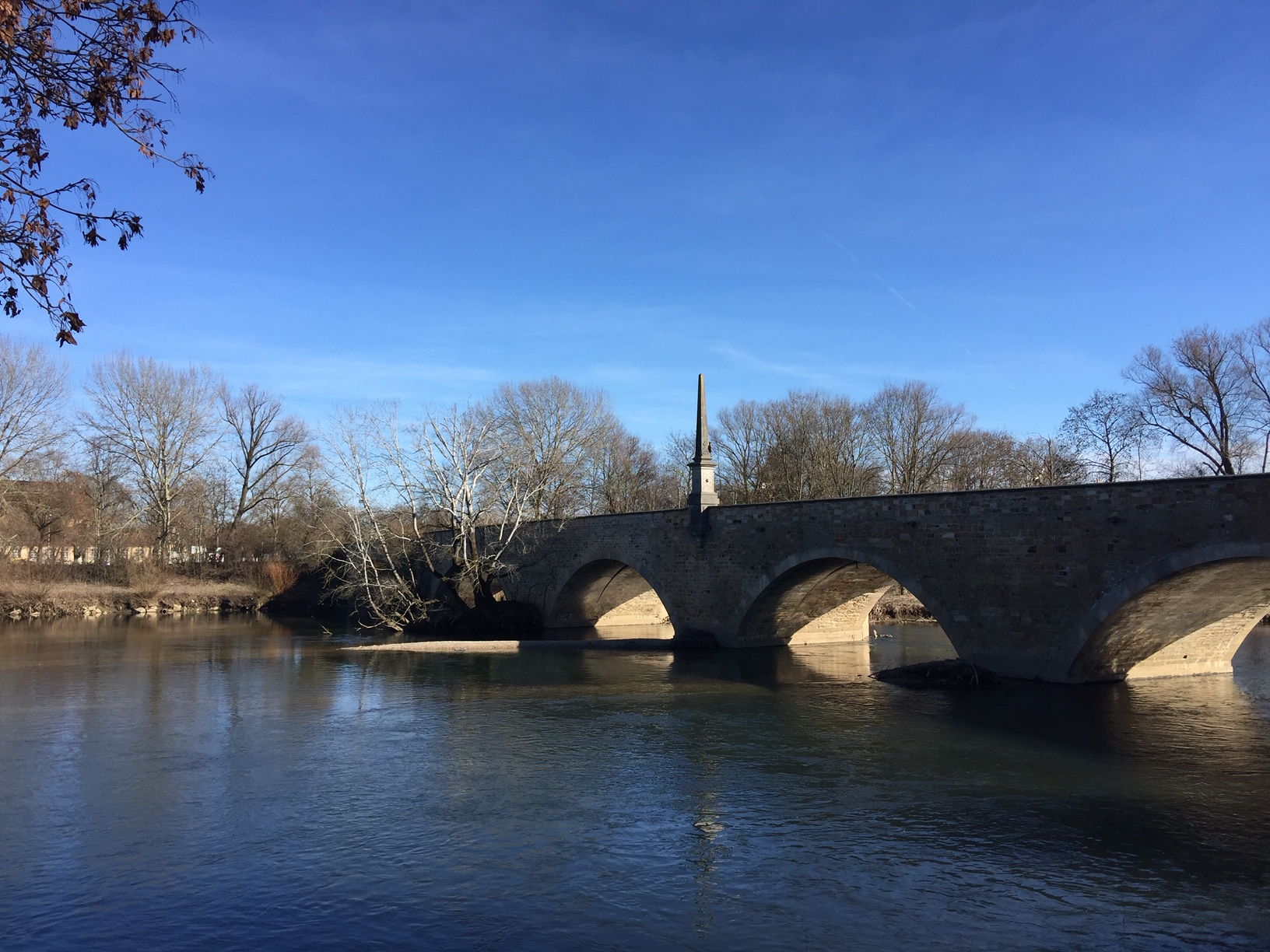
ウルリヒ橋

ネッカー川に架かるウルリヒ橋は、ヴェンドリンゲン・アム・ネッカーとケンゲンとを結んでおり、1600年から1602年にハインリヒ・シックハルトの設計に基づいて建設された。この橋はケンゲンの町域内に位置しており、当時はエスリンゲンのプリエンザウ橋とともにこの付近では数少ない石橋であった。橋はヴィルヘルム・ハウフの小説「リヒテンシュタイン」が刊行されて以後、この名で呼ばれている。この作品でヴュルテンベルク公ウルリヒが1519年に馬で逃亡する際に、この年にはまだ橋がなかったにもかかわらず、橋からネッカー川に飛び込んだとしていることにちなんだものである。ローマ時代にはすでにこのあたりに、シュパイアーからアウクスブルクへ向かう軍事・交易路が通る橋がネッカー川に架かっていたと考えられる。交通量が増えたことからこの古い橋の近くに1975年に新しい「レーマー橋」が建設されたため、ウルリヒ橋はこれ以後歩行者および自転車専用の橋となっている。
- 聖コルンバン教会
- ヤーコプス教会

### 自然文化財と自然保護区
- ヴェルナウアー・バッガーゼーエン自然保護区
- ネッカーヴァーゼン自然保護区
- ウルリヒ橋付近のネッカー川の中州を含むネッカー川自然親睦地区
- ヴェンドリンゲン・アム・ネッカー景観保護区

### 年中行事
- ヴェンドリンゲンの文化期間（3月/4月）
- ヴェンドリンゲン演劇祭（5月）
- 24時間水泳（7月）
- クラブのコンサートナイト（7月）
- シティーフェスト（7月）
- フィンツェンツィフェスト（8月の最終週末）
- 博物館祭（文化財開放の日）
- ツェルトシュペクタケル（直訳: テントでの芝居、10月）
- ヴェンドリンゲンの教会開基祭（10月）
- クリスマスマーケット（第2アドヴェントの週末）

## 人物

### ゆかりの人物
- コンラート・ヴィルヘルム・フォン・ヴェルナウ（ドイツ語版、ルンディ語版）（1638年 - 1684年）ヴュルツブルク司教領主。ウンターボイヒンゲンで育った。
- トビアス・ウンガー（1979年 - ）陸上競技選手。ヴェンドリンゲンに住んでいた。

## 関連図書
- August Friedrich Pauly, ed (1845). “Wendlingen”. Beschreibung des Oberamts Eßlingen. Die Württembergischen Oberamtsbeschreibungen 1824–1886. Band 21. Stuttgart / Tübingen: Cotta’sche Verlagsbuchhandlung. pp. 238–244
- Otto Wurster (1931). “Wendlingen”. Eßlinger Heimatbuch für Stadt und Umgebung. Eßlingen. pp. 273–277
- Hans Schwenkel (1953). Heimatbuch des Kreises Nürtingen. 2. Würzburg. pp. 1218–1267
- Gerhard Hergenröder (1992). Wendlingen am Neckar. Auf dem Weg zu einer Stadt. Kirchheim unter Teck: G & O Druck
- Gerhard Hergenröder (1994). Wendlingen am Neckar. Die neue Zeit. Kirchheim unter Teck: G & O Druck
- 850 Jahre Wendlingen am Neckar – Eine Dokumentation. Kirchheim unter Teck: G & O Druck. (1985)
- Gunhild Wilms (1989). Wendlingen am Neckar im Zeichen des Zustroms von Flüchtlingen und Vertriebenen (1945 bis 1949). Schriftenreihe zur Stadtgeschichte. Band 1. Wendlingen
- Gerhard Bleifuß; Gerhard Hergenröder (1993). Die Otto-Plantage Kilossa (1907 bis 1914). Schriftenreihe zur Stadtgeschichte. Band 2. Wendlingen
- Gerhard Hergenröder (1993). Bodelshofen – Die Geschichte eines Sonderwegs. Schriftenreihe zur Stadtgeschichte. Band 3. Nürtingen: Senner-Druck
- Landesarchiv Baden-Württemberg i. V. mit dem Landkreis Esslingen, ed (2009). Der Landkreis Esslingen. Band 2. Ostfildern: Jan Thorbecke Verlag. p. 459. ISBN 978-3-7995-0842-1